# دابسون (نام خانوادگی)
دابسون می‌تواند به یکی از موارد زیر اشاره داشته باشد:
- کریس دابسون، یک دانشمند در زمینه شیمی و زیست‌فیزیک اهل بریتانیا
- ویلیام دابسون، نقاش انگلیسی
- مایکل دابسون، بانکدار بریتانیایی
- گوردون دابسون، فیزیک‌دان و هواشناس بریتانیایی
- کالین دابسون، مربی فوتبال اهل بریتانیا
- چارلز دابسون، بازیکن فوتبال انگلیسی